# Европа, Европа
«Европа, Европа» (пол. Europa Europa; нем. Hitlerjunge Salomon, дословно — «Соломон из гитлерюгенда») — польско-немецко-французский кинофильм режиссёра Агнешки Холланд, вышедший на экраны в 1990 году. Фильм снят на основе автобиографии Соломона Переля, изданной в 1989 году и описывающей судьбу еврейского подростка, который, чтобы избежать нацистского преследования, выдавал себя за немца. Диалоги в фильме в основном ведутся по-немецки, хотя в отдельных сценах употребляются также идиш, польский и русский языки.

## Сюжет
1938 год. Соломон, еврейский подросток, живёт с семьёй в Германии. Перед самой его бар-мицвой происходят события Хрустальной ночи, в которых гибнет его сестра. Семья решает бежать в Польшу, но в сентябре 1939 года и туда приходят немцы.
Родители, чтобы спасти сына, посылают Соломона в СССР. Два года он проводит в детском доме в Гродно, попадая под влияние коммунистической пропаганды, вступает в комсомол. Но 22 июня 1941 года война нагоняет его и здесь. Во время эвакуации Соломон отстал от своих и попал в плен в числе других беженцев и красноармейцев. На его глазах немцы сортируют пленных: евреев и политработников отделяют, чтобы вскоре расстрелять. Чтобы выжить, Соломон, который отлично говорит по-немецки, прячет документы и выдаёт себя за фольксдойча из Гродно, Йозефа Петерса, чьи родители погибли от рук большевиков. Так он становится сыном полка в немецкой части.
Благодаря владению языками (он знал также польский и русский), Соломон становится переводчиком в воинской части. Переводил расстрельные приговоры, и даже встретил пленного Якова Джугашвили.
Усыновлённого высокопоставленным офицером Соломона посылают в элитную школу гитлерюгенда. Там он всеми силами скрывает своё еврейство. Даже своей девушке Лени он не может открыться, хотя её мать и узнаёт правду, но не выдаёт его. Соломон остаётся в школе до конца войны, пока не приходит Красная армия. Потом он репатриируется в Палестину.

## В ролях
- Марко Хофшнайдер — молодой Соломон Перель, Салли, Йозеф Петерс
- Жюли Дельпи — Лени
- Рене Хофшнайдер — Исаак, брат Салли
- Пётр Козловский — Давид, брат Салли
- Андре Вильм — солдат Роберт Келлерман
- Эшли Варенгер — Герд
- Галина Лабонарска — мать Лени
- Клаус Абрамовский — отец Соломона
- Мишель Глейзер — мать Соломона
- Марта Сандрович — Берта, сестра Салли
- Натали Шмидт — Бася, кассирша в кинотеатре
- Дельфине Форест — Инна Моисеевна
- Мартин Мария Блау — Ульмайер
- Анджей Масталеж — Зенек Драч, молодой поляк в комсомольской школе
- Анна Сенюк — нацистка
- Ганс Цишлер — капитан фон Леренау
- Рышард Петруский — Адольф Гитлер во сне
- Алёша Авдеев — советский майор
- Артур Барцис — советский солдат, взятый в плен немцами
- Тадеуш Войтех — зубной врач
- Кама Ковалевска — Катя, дочка шинкаря
- Збигнев Бельский — воспитатель в комсомольской школе
- Ярослав Груда — советский солдат в комсомольской школе
- Богдан Эймонт — советский солдат
- Влодзимеж Мусял — немецкий жандарм у ворот гетто
- Александер Беднаж — немец в трамвае, идущем через гетто в Лодзи
- Влодзимеж Пресс — Яков Джугашвили
- Соломон Перель — в роли самого себя
- Станислав Затлука

## Награды и номинации
| Награда                                     | Категория                               | Номинация                                        | Результат    |
| ------------------------------------------- | --------------------------------------- | ------------------------------------------------ | ------------ |
| Оскар (1992)                                | За лучший адаптированный сценарий       | Агнешка Холланд                                  | Номинация    |
| Boston Society of Film Critics Awards       | За лучший фильм на иностранном языке    | За лучший фильм на иностранном языке             | Победа       |
| BAFTA (1993)                                | За лучший неанглоязычный фильм          | Артур Браунер, Маргарет Менегоз, Агнешка Холланд | Номинация    |
| Золотой глобус (1992)                       | За лучший фильм на иностранном языке    | За лучший фильм на иностранном языке             | Победа       |
| Kansas City Film Critics Circle Awards      | За лучший иностранный фильм             | За лучший иностранный фильм                      | Победа       |
| Los Angeles Film Critics Association Awards | За лучший фильм на иностранном языке    | За лучший фильм на иностранном языке             | Второе место |
| Los Angeles Film Critics Association Awards | За лучшее музыкальное сопровождение     | Збигнев Прайснер                                 | Победа       |
| National Board of Review Awards             | Топ лучших фильмов на иностранном языке | Топ лучших фильмов на иностранном языке          | Победа       |
| National Board of Review Awards             | За лучший фильм на иностранном языке    | За лучший фильм на иностранном языке             | Победа       |
| National Society of Film Critics Awards     | За лучший фильм на иностранном языке    | За лучший фильм на иностранном языке             | 3rd Place    |
| National Society of Film Critics Awards     | За лучший сценарий                      | Агнешка Холланд                                  | 3rd Place    |
| New York Film Critics Circle Awards         | За лучший фильм на иностранном языке    | За лучший фильм на иностранном языке             | Победа       |

Кинокритик Майкл Уилмингстон в Los Angeles Times пишет об отказе в выдвижении фильма на «Оскар» в номинации «Лучший фильм на иностранном языке» в 1992 году. По его мнению, это связано не с качеством самого фильма, а с политикой Немецкого союза экспортного кино, с которой оказались не согласны ведущие кинематографисты Германии. Уилмингстон считает, что это многолетняя проблема данной номинации в целом, а не конкретного фильма, который, по мнению кинокритика, должен был получить эту награду.